# ابتکار جهانی مبارزه با تروریسم هسته‌ای
ابتکار جهانی مبارزه با تروریسم هسته‌ای (انگلیسی: Global Initiative to Combat Nuclear Terrorism); (GICNT) طرح یک همکاری بین‌المللی با شرکت ۸۶ کشور و پنج ناظر رسمی است که برای بهبود ظرفیت در سطح ملی و بین‌المللی برای پیشگیری، شناسایی و واکنش به یک رویداد تروریستی هسته ای تلاش می‌کنند. شرکا با تأیید چارچوب یک بیانیه، برای مجموعه‌ای از اهداف امنیتی گسترده هسته‌ای به GICNT پیوستند. کشورهای تشکیل دهنده GICNT، با برگزاری کنفرانس‌ها و تمرین‌ها و مانورها برای به دستیابی به بهترین شیوه‌ها برای اجرای اصول بیاینه GICNT، تلاش می‌کنند و همچنین جلساتی را برای بحث در مورد پیشرفت‌ها و تغییرات برگزار می‌کنند.

## بررسی
در تاریخ ۱۶ ژوئیه ۲۰۰۶، رئیس‌جمهور جورج دبلیو بوش و ولادیمیر پوتین، تأسیس ابتکار جهانی برای مبارزه با تروریسم هسته‌ای (GICNT) را اعلام کردند. GICNT یک ابتکار عمل داوطلبانه با هدف تقویت همکاری بین‌المللی برای جلوگیری از دسترسی تروریست‌ها به مواد هسته‌ای یا مواد رادیواکتیو، و جلوگیری از اقدامات خصمانه علیه تأسیسات هسته‌ای و پاسخ به حوادث استفاده از مواد رادیولوژیکی یا هسته‌ای می‌باشد.
شرکت کنندگان GICNT برای تبادل تجربه و تخصص در زمینه مبارزه با تکثیر سلاح اتمی و مبارزه با تروریسم تلاش می‌کنند. تقویت فعالیت‌ها و نهادهای جهانی از طریق ادغام قابلیت‌ها و منابع جمعی و ایجاد یک شبکه برای شرکا برای به اشتراک گذاشتن اطلاعات و تخصص به صورت قانونی و الزام‌آور.
۱۳ کشور تشکیل دهنده در ۳۰–۳۱ اکتبر ۲۰۰۶ در رباط، مراکش اولین نشست جامع خود را برگزار کردند و در آن روی چارچوب مشارکت و نظام سازماندهی رویدادها و برنامه‌ریزی پیشرفت کشورها توافق کردند. بیانیه اصول، محصول نهایی است که تلاش‌های GICNT را هدایت می‌کند. هر کشوری می‌تواند برای عضویت در GICNT می‌تواند اقدام کند.
در ۵ آوریل ۲۰۰۹، باراک اوباما، رئیس‌جمهور آمریکا در سخنرانی خود در پراگ، خواستار ساختن GICNT به عنوان یک «مؤسسه بین‌المللی باثبات» شد. نشست تاریخی امنیت هسته‌ای ۲۰۱۰ که پرزیدنت اوباما آغاز و میزبانی کرد، اهمیت کمک‌های GICNT به تلاش‌های بین‌المللی برای مبارزه با تروریسم هسته‌ای را برجسته کرد.
جلسه با شرکت تمام اعضاء در ماه ژوئن سال ۲۰۱۰ در ابوظبی، امارات متحده عربی، به چندین تغییر در GICNT منجر شد. مشارکت یک مرجع تجدیدنظر را تصویب کرد، یک گروه اجرایی و ارزیابی (IAG) را ایجاد کرد، اسپانیا را به عنوان هماهنگ‌کننده برای IAG انتخاب کرد و ایالات متحده و روسیه را برای ریاست مشترک GOCNT انتخاب کرد.
طی جلسه بر شرکت تمام اعضاء در ۲۴ مه ۲۰۱۳ در مکزیکوسیتی، مکزیک، GICNT جمهوری کره به عنوان هماهنگ‌کننده IAG برای مدت دو ساله تأیید شد. در جلسه ۱۷ ژوئن ۲۰۱۵ در هلسینکی، فنلاند، GICNT هلند را به عنوان هماهنگ‌کننده IAG برای یک دوره دو ساله تأیید کرد.

## اصول بیانیه
- در صورت لزوم، سیستم‌های حسابداری، کنترل و حفاظت فیزیکی مواد هسته‌ای و دیگر مواد رادیواکتیو را بهبود بخشد.
- افزایش امنیت تسهیلات هسته‌ای غیرنظامی.
- بهبود توانایی کشف مواد هسته‌ای و سایر مواد و مواد رادیواکتیو برای جلوگیری از قاچاق غیرقانونی چنین موادی و، همچنین شامل همکاری مشترک در تحقیق و توسعه قابلیت‌های شناسایی
- پیشرفت توانمندی کشورهای عضو برای جستجو، توقیف و ایجاد کنترل‌های ایمن بر مواد هسته‌ای غیرقانونی توقیف شده یا دیگر مواد رادیواکتیو و دستگاه‌های در این رابطه.
- جلوگیری از ارائه پناهگاه امن به تروریست‌ها و منابع مالی یا اقتصادی برای تروریست‌هایی که به دنبال خرید یا استفاده از مواد هسته‌ای و دیگر مواد رادیواکتیو هستند.
- اطمینان از وجود قوانین و چارچوبها و منابع کافی ملی برای اجرای موارد جنایی و مدنی و مقابله با تروریست‌ها و کسانیکه برای تروریسم هسته‌ای تسهیلات فراهم می‌کنند.
- بهبود توانایی کشورهای عضو در پاسخ و تحقیق در هنگام حملات تروریستی هسته‌ای و مواد رادیو اکتیو و مواد دیگر و همچنین بهبود فنی در شناسایی هسته‌ای و دیگر مواد و مواد رادیو اکتیو که ممکن است در حادثه‌ای استفاده شده باشد.
- ارتقاء اشتراک‌گذاری اطلاعات مربوط به سرکوب اعمال تروریسم هسته‌ای و تسهیلات آن، اتخاذ اقدامات مناسب با قوانین ملی و تعهدات بین‌المللی برای حفاظت از محرمانه بودن هرگونه اطلاعاتی که بین آن‌ها تبادل می‌شود.[۳]

## کشورهای همکار فعلی
| 1. افغانستان 2. آلبانی 3. الجزایر 4. آرژانتین 5. ارمنستان 6. استرالیا 7. اتریش 8. جمهوری آذربایجان 9. بحرین 10. بلاروس 11. بلژیک 12. بوسنی و هرزگوین 13. بلغارستان 14. کامبوج 15. کانادا 16. کیپ ورد 17. شیلی 18. چین 19. ساحل عاج 20. کرواسی 21. قبرس 22. جمهوری چک 23. دانمارک 24. استونی 25. فنلاند 26. فرانسه 27. گرجستان 28. آلمان 29. یونان · | 1. مجارستان 2. ایسلند 3. هند 4. عراق 5. جمهوری ایرلند 6. اسرائیل 7. ایتالیا 8. ژاپن 9. اردن 10. قزاقستان 11. قرقیزستان 12. لتونی 13. لیبی 14. لیتوانی 15. لوکزامبورگ 16. مقدونیه شمالی 17. ماداگاسکار 18. مالزی 19. مالت 20. موریس 21. مکزیک 22. مونته‌نگرو 23. مراکش 24. نپال 25. هلند 26. نیوزیلند 27. نروژ 28. پاکستان 29. پالائو · | 1. پاناما 2. فیلیپین 3. لهستان 4. پرتغال 5. رومانی 6. روسیه 7. عربستان سعودی 8. صربستان 9. سیشل 10. سنگاپور 11. اسلواکی 12. اسلوونی 13. اسپانیا 14. سری‌لانکا 15. کره جنوبی 16. سوئد 17. سوئیس 18. تاجیکستان 19. تایلند 20. ترکیه 21. ترکمنستان 22. اوکراین 23. امارات متحده عربی 24. بریتانیا 25. ایالات متحده آمریکا 26. ازبکستان 27. ویتنام 28. زامبیا | IAEA (ناظر) · UNODC (ناظر) · اتحادیه اروپا (ناظر) · Interpol (ناظر) · UNICRI (ناظر) |

## جلسات اعضای عضو
۱–۲ ژوئن در توکیو ژاپن
۸–۱۰ فوریه دهلی نو هند
۱۶–۱۷ ژوئن ۲۰۱۵ هلسینکی، فنلاند
۲۳–۲۴ مه ۲۰۱۳ مکزیکو سیتی، مکزیک
۳۰ ژوئن ۲۰۱۱ دائجون، جمهوری کره
۲۰۱۰ ژوئن ۲۹، ابوظبی، امارات متحده عربی
ژوئن ۱۶، ۲۰۰۹ لاهه، هلند
۱۸–۱۸ ژوئن ۲۰۰۸ مادرید، اسپانیا
۱۱–۱۲ ژوئن ۲۰۰۷ آستانه، قزاقستان
فوریه ۱۲–۱۳، ۲۰۰۷ آنکارا، ترکیه
۳۰–۳۱ اکتبر ۲۰۰۶، رباط، مراکش

## انتقادات
در حالی که GICNT بسیاری از اعضای گروه را جمع‌آوری کرده و رویدادهای بسیاری را برگزار کرده‌است، در جامعه دانشگاهی کسانی هستند که معتقدند، که امکان گسترش و پیشرفت وجود دارد. مرکز تیتسمون در مقاله که GICNT را ارزیابی می‌کند، می‌گوید که GICNT برای خیلی کشورها در انجام تعهدات ۱۵۴۰ شورای امنیت سازمان ملل مفید خواهد بود. با این حال، این نشان می‌دهد که بسیاری از کشورها که مواد و منابع مالی و نیروی انسانی مورد نیاز برای اجرای احتیاجات را نمی‌توانند تهیه کنند و GICNT مکانیزمی برای حل این نقص را فراهم نمی‌کند. در یک نوشته مشابهی که منتشر کرده‌است رشد GICNT را تحسین نمود. در عین حال، آن را به رسمیت شناخت، ا ما این مشارکت بزرگ می‌تواند مانع توانایی کشورها در «هماهنگ‌کردن برنامه‌های تحقیق و توسعه درازمدت خود» باشد و نیز ایجاد برنامه‌های دقیق برای مقابله و پاسخ مناسب به تهدیدات تروریستی هسته ای در نهایت، جرج بون می‌نویسد که GICNT یک گام مهم اولیه است، اما به سرعت به ارتقاء امنیت برای ذخایر هسته‌ای نرسیده و کشورهای کمی تقاضای عضویت در آن را کردند.